# 肯特伍德 (密歇根州)
肯特伍德（英語：Kentwood）是一個位於美國密歇根州肯特縣的城市。

## 人口
根據2020年美國人口普查的數據，肯特伍德的面積為54.30平方千米，當中陸地面積為54.17平方千米，而水域面積為0.13平方千米。當地共有人口54304人，而人口密度為每平方千米1,000人。